# Comuna Ruginoasa, Neamț
Ruginoasa (în trecut, Bozieni, Bozieni-Balș și Bozienii de Sus) este o comună în județul Neamț, Moldova, România, formată din satele Bozienii de Sus și Ruginoasa (reședința).

## Așezare
Comuna se află în estul județului, pe malul stâng al râului Români. Este străbătută de șoseaua națională DN15D, care leagă Piatra Neamț de Roman.

## Demografie
Componența etnică a comunei Ruginoasa
     Români (92,05%)
     Alte etnii (0%)
     Necunoscută (7,95%)
Componența confesională a comunei Ruginoasa
     Ortodocși (91,11%)
     Alte religii (0,6%)
     Necunoscută (8,29%)
Conform recensământului efectuat în 2021, populația comunei Ruginoasa se ridică la 1.496 de locuitori, în scădere față de recensământul anterior din 2011, când fuseseră înregistrați 1.782 de locuitori. Majoritatea locuitorilor sunt români (92,05%), iar pentru 7,95% nu se cunoaște apartenența etnică. Din punct de vedere confesional, majoritatea locuitorilor sunt ortodocși (91,11%), iar pentru 8,29% nu se cunoaște apartenența confesională.

## Politică și administrație
Comuna Ruginoasa este administrată de un primar și un consiliu local compus din 11 consilieri. Primarul, Miluc Grigoraș[*], de la Partidul Național Liberal, este în funcție din octombrie 2020. Începând cu alegerile locale din 2024, consiliul local are următoarea componență pe partide politice:
|  | Partid                    | Consilieri | Componența Consiliului | Componența Consiliului | Componența Consiliului | Componența Consiliului | Componența Consiliului | Componența Consiliului |
|  | ------------------------- | ---------- | ---------------------- | ---------------------- | ---------------------- | ---------------------- | ---------------------- | ---------------------- |
|  | Partidul Național Liberal | 6          |                        |                        |                        |                        |                        |                        |
|  | Partidul Social Democrat  | 3          |                        |                        |                        |                        |                        |                        |
|  | Uniunea Salvați România   | 2          |                        |                        |                        |                        |                        |                        |

## Istorie
La sfârșitul secolului al XIX-lea, comuna purta numele de Bozieni, făcea parte din plasa de Sus-Mijlocul a județului Neamț și era formată din târgușorul Bozieni și din satul Ruginoasa, având împreună 1542 de locuitori. În comună se aflau trei mori de apă, două biserici și o școală. Anuarul Socec din 1925 o consemnează ca reședință a acestei plăși, având aceeași alcătuire și 1900 de locuitori. În 1931, comuna a trecut la județul Roman și a luat numele de Bozieni-Balș, spre a o deosebi de o altă comună omonimă din același județ.
După al Doilea Război Mondial, în 1948, regimul comunist a schimbat denumirea comunei în Bozienii de Sus (pentru a șterge denumirea legată de familia de proprietari de pământuri Balș). În 1950, ei au transferat comuna raionului Roman din regiunea Bacău (între 1952 și 1956, din regiunea Iași). În 1968, comuna a revenit la județul Neamț, reînființat; ea a fost însă imediat desființată și satele ei au trecut în administrarea comunei Dulcești. În 2003, comuna a fost reînființată, cu numele actual de Ruginoasa, și cu reședința în satul Ruginoasa.

## Monumente istorice

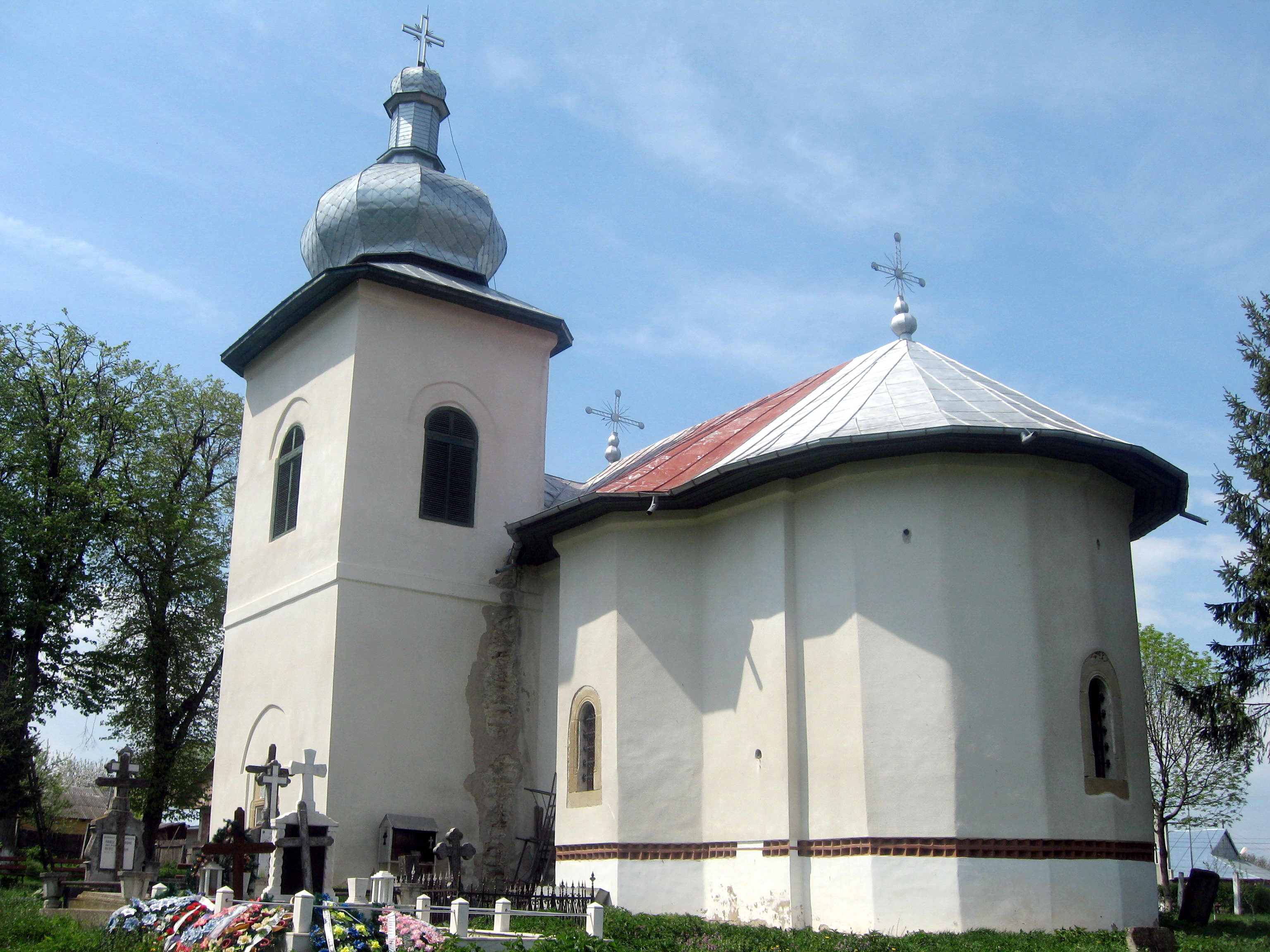
Biserica „Înălțarea Domnului” din Bozienii de Sus, monument istoric de interes local

Două obiective din comuna Ruginoasa sunt incluse în lista monumentelor istorice din județul Neamț ca monumente de interes local, ambele fiind clasificate ca monumente de arhitectură — ansamblul bisericii „Înălțarea Domnului” din Bozienii de Sus (secolele al XVII-lea–al XIX-lea), ansamblu cuprinzând biserica propriu-zisă (secolul al XVII-lea) și turnul-clopotniță (1855); și casa Dimitrie Ghica (începutul secolului al XIX-lea), actualul centru de asistență și îngrijire, din același sat.

## Personalități născute aici
- Ilarion Mircea (1873 - 1950), episcop;
- Gheorghe Apostu (1937 - 2009), pictor, profesor universitar.